# 深沈之歌比賽
深沈之歌比賽(El Concurso del Cante Jondo)是歷史上一個重要的佛朗明哥比賽，於 1922 年6月 13、14日的基督聖體聖血節，在西班牙安達魯西亞的格拉那達舉行。

## 法雅的目的
西班牙古典音樂作曲家法雅(1876–1946), 是這次比賽的主要策劃人。他希望鼓勵推廣已經陷入低潮的佛朗明哥表演。法雅認為佛朗明哥是一種相當有價值的藝術形式，花了許多時間研讀佛朗明哥音樂。身為一個加地斯人，法雅從吉普賽的朋友、歌手、吉他手聽到佛朗明哥。法雅認為爭取菁英份子的支持是很重要的，因為九八世代的西班牙菁英份子主張了被稱為 antiflamenguismo 的反對佛朗明哥主義，九八世代他們認為佛朗明哥阻礙了他們推動西班牙現代化的過程。所以法雅希望不只能影響佛朗明哥界，也能影響音樂界跟文化界人士。

為了能夠找到同好來支持並且推廣深沈之歌比賽，法雅聚集了一票厲害的音樂家跟藝術家。當中有年輕的詩人費德里戈·加西亞·洛爾卡。23歲的詩人洛爾卡成為推廣比賽第二積極的人物。他藉著演講跟撰寫散文來推廣此次比賽。第三個重要策劃者是出身巴斯克地區的畫家 Ignácio Zuloaga. [13] 參與活動的古典音樂家有  Joaquín Turina, Federico Mompou, Conrado del Campo, 跟 Oscar Esplá, 還有鋼琴家兼作曲家 María Rodrigo, 紐約的作曲家兼指揮家 Kurt Schindler 古典吉他手 Andrés Segovia, 波蘭歌手 Aga Lahowska, 流行樂吉他手 Manuel Jofré,知名的安達魯西亞詩人 Juan Ramón Jiménez 也加入了。還有作家 Ramón Pérez de Ayala 跟 Tomás Borrás, 超現實主義畫家 Manuel Ángeles Ortiz。 Centro Artístico of Granada 組織也參與籌備，另外還有教育界的教授例如 Francisco Giner de los Ríos 跟音樂學及作曲教授 Felipe Pedrell (他是法雅的音樂老師).[14]
後來並且加入了法國作家  Maurice Legendre, 音樂評論家包括馬德里報紙"El Sol"的 Adolfo Salazar。 
法雅也打算邀請法國音樂家拉威爾跟俄國的史特拉汶斯基，但是市政府拒絕提供提供旅費。 

## 法雅跟佛朗明哥的關係
在他之前的古典音樂作曲，法雅受到佛朗明哥音樂的影響，例如他的作品 短暫人生(La Vida Breve) (1904–1905, 1913), 西班牙花園之夜(Noches en los Jardines de España) (1909–1916),三角帽( El Sombrero de Tres Picos ) (1917, 1919), 跟魔幻之愛(El Amor Brujo) (1915, 1925)。 為了推廣此比賽，法雅寫了一篇散文 深歌" (安達魯西亞原始歌唱), 在這篇文章他在技術層面分析了，影響佛朗明哥主要是，從東地中海來的拜占庭教會音樂、 從北非跟阿拉伯來的摩爾人音樂、 還有五百年前跟著吉普賽人吉普賽音樂跟印度的 Tala 音樂。
將近有一個世紀，歐洲的古典音樂作曲家從西班牙音樂獲取養分，而佛朗明哥是其中重要的一部份。 國際音樂界對佛朗明哥的興趣，跟西班牙文化菁英對佛朗明哥的不尊重，形成對比。  法雅希望"能夠恢復這些偉大歌曲的純淨，正確的成為歐洲音樂成就偉大的一部份。" ". 但這個"挽救佛朗明哥"的美夢，也被一些人批評。

## 公開募款

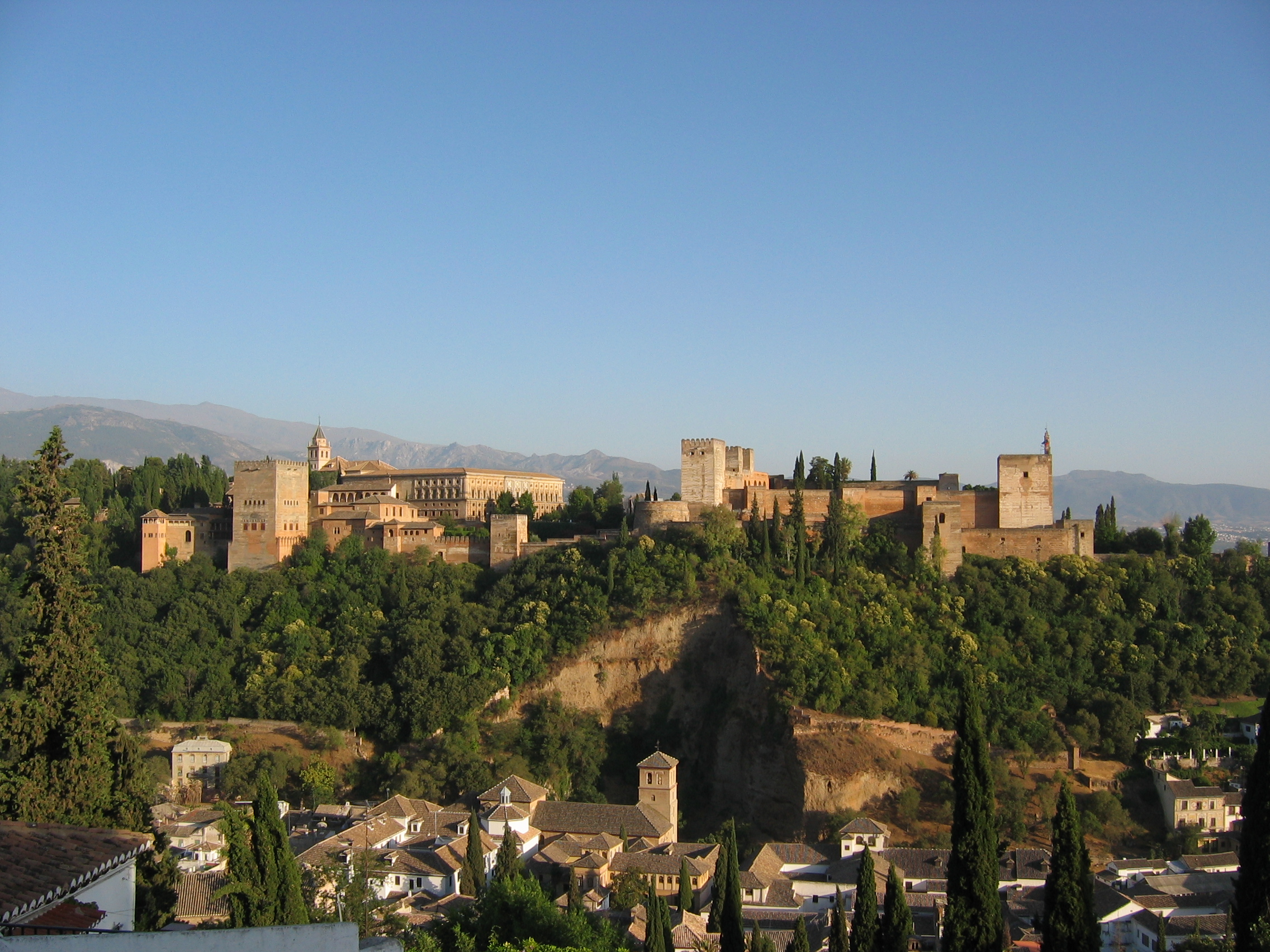
The Alhambra in Granada, from Mirador de San Nicolás.

比賽的經費來源是由格拉那達市政府所提供， 但也不是沒有人反對。  當信徒讚揚佛朗明哥的古老跟純淨，是從人類靈魂的泉源產生，同時也有批評者指出，有時佛朗明哥是在不良場所表演劣質的音樂跟表演。 比賽的支持者們，認為自己是這脆弱的佛朗明哥藝術的拯救者，對於他們對手的指控有點無法招架。 為了擺脫這些不必要的包袱，比賽稱呼這種藝術形式為"深沈之歌"而不是"佛朗明哥"。 所以法雅說：「我們是要淨化並且復興這可敬的"深沈之歌"，並不是已經墮落的"佛朗明哥"，不要把這兩者搞混了。」(Queremos purificar y hacer revivir ese admirable cante jondo, que no hay que confundir con el cante flamenco, degeneración y casi caricatura de aquél.)
在市政府，是否要財務支持深歌大賽的論戰持續進行著，而募款也繼續著。 關於佛朗明哥本質的爭論，持續到現在還進行著。像是一個大湯鍋裡面煮著一堆帶著刺的原料，包括了社會階級、跟種族、更多時候是表演者的才能、正統性、靈感。 佛朗明哥是一種充分發展的音樂形式，分析的角度可能應該從人類學跟音樂學，這些爭論隨然常被提起，也常常被忽略。 隨著日期的接近，比賽的場地由阿爾拜辛區的 San Nicolás 廣場，改成阿爾罕布拉宮。

## 比賽內容

### 參與的藝術家
舉辦深沈之歌比賽的其中一項目的，是希望發覺有才華卻沒有被發現的藝術家。因此，超過 21 歲的專業人士不被允許參加有獎金的比賽。

儘管如此，專業的歌唱跟跳舞表演還是被鼓勵的。
雖然花了大量的努力，並沒有找到多少不知名的藝術家。
洛爾卡找到一個失明的老太太，會唱一種被認為已經失傳的liviana曲式。

### 觀眾跟形式
活動在兩天的基督聖體聖血節節日的傍晚舉行，有大約四千個支持者跟佛朗明哥迷參加，這個大聚會的氣氛被描述為優雅又愉快的。當表演開始，觀眾的焦點就集中在表演上了。 參賽者被邀請表演被稱為深沈之歌(Cante Jondo 或 Cante Grande)的佛朗明哥曲式 包括了 1) Siguiriyas gitana; 2) Serranas, Polos, Cañas, Solea;還有 3) Martinetes-Carceleras, Tonás, Livianas, Saetas Viejas (最後這四種是屬於無伴奏曲式). 另一方面，不夠古老或不夠深沈的曲式，被明確的禁止，包括了: Malagueña, Granaínas, Rondeña, 賽維雅那舞曲, Peteneras.

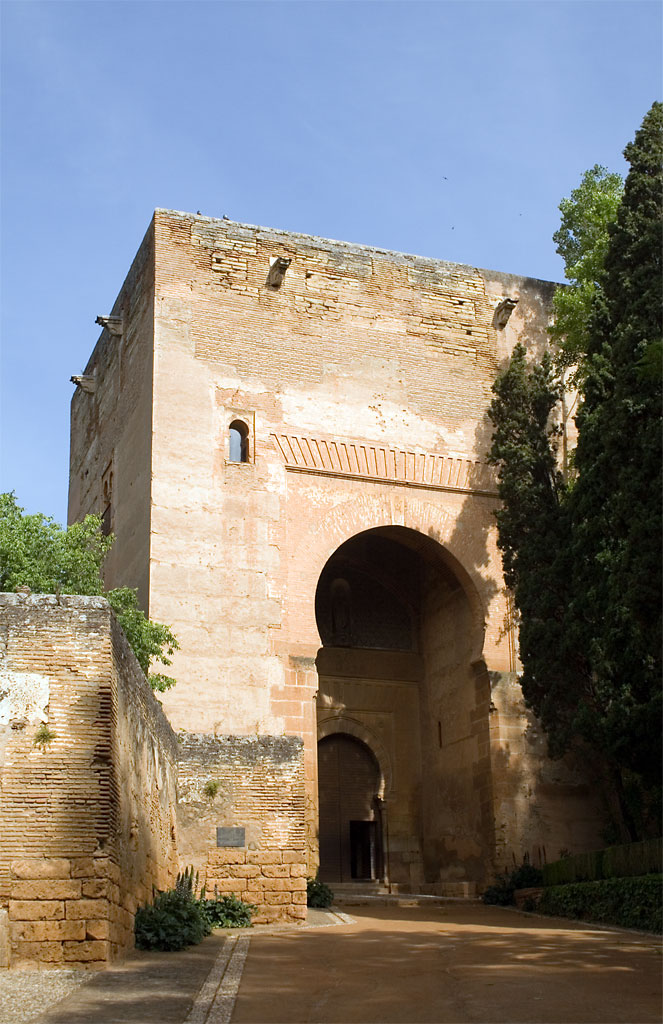
Torre de la Justicia, original entry gate to the Alhambra; and, the walk way to the June evening's Concurso events.

### 比賽的場地
比賽在阿爾罕布拉宮西面的的Plaza de Aljibes 舉行，跟 Torre Bermeja 還有西南邊的格拉那達老城區對望; 北邊是吉普賽區Sacromonte的山坡。充滿了柏木的香味，地面上還灑了法國薰衣草。廣場在山脊頂，要穿過正義之塔旁邊的路才能到達。廣場由Ignacio Zuloaga的作品布置，上面還掛著鑲邊的紡織品跟披肩; 在太陽西下時，整個場地就變成了這個阿拉伯宮殿旁邊一塊充滿色彩的區塊。 評審團包括了吉他手Andrés Segovia跟佛朗明哥歌手Antonio Chacón。可能有點諷刺的一點是，開場表演是由 Segovia 演奏法雅的古典音樂作品：用吉他對德布西致敬。

### 參賽者
一個退休很久的72歲佛朗明哥歌手Diego Bermúdez Cala(藝名El Tenazas), 意外成為比賽的超級明星。他從家鄉 Puente Genil 花了三天走了大概一百公里到格拉那達去參加比賽。 很明顯的，三十年前被刀尖刺穿肺部，導致他從佛朗明哥圈子提早退休了，這項比賽讓他重享他生命中的重要時刻。他演唱的曲式是屬於上一個時代的，很多人覺得 Bermúdez 的歌唱聽起來，似乎就是得到傳奇歌手Silverio Franconetti的真傳; 雖然一些其他人說他不知道怎麼唱歌，只會調情。 "El Tenazas 知道古老的曲調，並且用非常佛朗明哥風味的方式去詮釋它們，他用一種幾十年來沒人聽過的純粹佛朗明哥方式歌唱，尤其是在 siguiriyas, 孤調, and cañas (Silverio Franconetti 最喜歡的曲式之一). 在聽到El Tenazas (意思是：鉗子)歌唱時"把他的歌聲拋到天上"，Antonio Chacón驚呼了"老天爺，我聽到了甚麼！" 法雅後來 1939 年因為佛朗哥將軍打贏了西班牙內戰，而流亡到阿根廷的時候，還帶了一份 El Tenazas 的錄音(Cantos de Diego Bermúdez)去。 El Tenazas 很享受他突然回復的名氣，藉此他接下來就在西班牙各地巡迴演出佛朗明哥歌唱。但很可惜的，一年後他就去世了。 另外一個首獎得主是年僅十二歲的 Manolo Ortega，後來被稱為El Caracol, 出身於一個知名的鬥牛士跟吉普賽家庭，後來獲得的極大的名聲，也引起了很大的爭議。 另一個贏家是出身格拉那達的流行歌手Francisco Gálvez Gómez (Yerbagüena), 他以當地一個教堂火災為題材，即興寫了佛朗明哥歌詞來表演，讓觀眾留下深刻印象。 總共有十個參賽者贏得了數目不等的獎金。

### 專家表演
專業佛朗明哥藝術家在比賽中雖然不能參加有獎金的比賽，依然還是被尊崇的，並且列為特別來賓，包括了女歌手Pastora Pavón (La Niña de los Peines),、男歌手Manuel Torre, 女舞者Juana la Macarrona. 還有男歌手Antonio Chacón, 被選為評審。這四位當時已經很有名了。在一幅繪畫中畫出了藝術家們在比賽舉辦人面前表演，La Niña de los Peines, 前面提過的退休的El Tenazas) 還有創新的佛朗明哥吉他手 Ramón Montoya Salazar。 另外也有一位在巴黎開佛朗明哥咖啡館的 Amalio Cuenca 也被選為評審。 專業藝術家從從西班牙各地甚至外國來參加比賽。
在比賽中，偉大的 Manuel Torre 配著當地 Sacromonte 區的吉普賽女人的擊掌，吟唱了歡愉調(alegrías)。 María Amaya La Gazpacha 唱了喧戲調(bulerías)跟tarantas，由Pepe Cuéllar 彈吉他幫她伴奏。
 Ramon Montoya, Manolo de Huelva, 跟 José Cuéllar 這三位被比賽聘請的吉他手，組成了吉他三重奏，為年長的舞蹈大師Juana la Macarrona （页面存档备份，存于）表演的 alegrías 舞蹈伴奏。  La Macarrona 她在比賽途中有時候會大聲喊叫:"¡Lapoteosis! ¡Es lapoteosis!"意思類似於"打雷了！"。 在比賽中一場表演，Antonio Chacón 唱歌 Ramón Montoya 伴奏，一個衣衫藍縷的吉普賽女人安靜的哭泣，站起來抬起頭，配著音樂跳了一首極為動人且優雅的孤調。她其實是幾十年前一個有名的佛朗明哥舞者  La Golondrina 

### 比賽的新聞
跟摩洛哥戰爭令人沮喪的消息相比，西班牙媒體普遍讚揚這次比賽。, 一家馬德里雜誌新世界描述這次比賽是"令人難忘的"關於觀眾，它這樣描寫:
"月亮沒有參加，但是比賽場地擠滿了小精靈、仙子、甚至魔鬼。一個超級票房冠軍，座無虛席，並且是一群有紀律、有文化的觀眾。觀眾主要是女性，穿著 1830 年的服裝，其他人穿著老式的長褲，她們所有人帶著格拉那達人特有的穩重。群眾扇著扇子交談著，直到一首歌曲用感動麻痺了群眾們…"
 格拉那達的雜誌阿爾罕布拉宮盛讚比賽為"精彩的晚會"。在馬德里，媒體評論宣稱"比賽非常的成功"。 雖然如此，法雅還是失望的。

## 後續發展

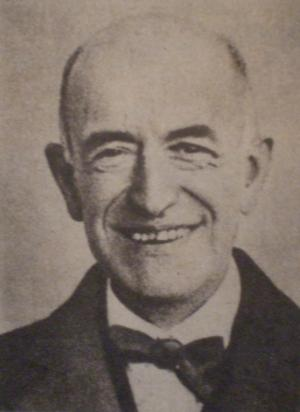
Manuel de Falla (1876-1946)

比賽的表演廣受好評，但比賽的成果則有爭議。 比賽本身很令人享受，也成功的集結了表演者跟樂迷，並且提升了佛朗明哥在西班牙的文化界領袖心中的地位。 各種佛朗明哥曲式的錄音被灌錄了，有些曲式之前很少人知道，有些曲式則是被重新發現。 比如；La Caña: 
"它是一種古老的曲式，用宗教旋律跟吟唱橋段，讓它成為"佛朗明哥彌撒"。在二十世紀幾乎完全消失了，卻在 1922 年格拉那達的比賽中，由優勝者 El Tenazas 的錄音被重新發現了。
另一方面，提升佛朗明哥表演純淨本質的目的，卻沒有達成。 佛朗明哥劇場時代即將來臨，這是一種在現代已經因為它擺架子的形式、跟其他音樂的混合，被鄙視的形式。 
在同一年，類似的佛朗明哥比賽也在賽維亞跟加地斯舉行了。幾十年後的 1956 年哥多華市舉行了全國深沈之歌比賽 在 1962 年Jerez de la Frontera舉辦了國際佛朗明哥藝術比賽，這樣的活動已經成為佛朗明哥文化的一種常態。

## 外部連結
- http://www.flamenco-world.com/magazine/about/historia_del_flamenco/paginas/25.htm （页面存档备份，存于） 比賽冠軍有 8500 pesetas 的獎金。